# Зубни плак
Зубни плак је безбојна лепљива маса (биофилм) која се ствара у усној дупљи на зубима, деснима, зубним протезама, мостовима и другим протетским надокнадама. Узрочник је великог броја обољења зубног апарата и околних структура. Плак се састоји од великог броја бактерија повезаних у мукополисахаридни матрикс и не може се испрати, али се може механички одстранити зубном четкицом. Његова главна особина је приањање (чак и за глатке површине зуба), а већ неколико минута након полирања поново почиње да се ствара из пљувачке у облику веома танког слоја који облаже зубе.
Прво настаје протеински филм (пеликула) који делује као регулатор, односно рампа у пропуштању јона између зуба и пљувачке. Развој плака затим напредује веома брзо. Приближно 10 милиона различитих бактерија на mm2 може покрити површину зуба у року од сат времена након чишћења, при чему бактерије насељавају површину зуба по беспрекорно тачном редоследу појављивања.
Прво се појављују Streptococcus mutans и анаеробне бактерије које стварају одређене врсте шећера у облику матрикса мреже и на тај начин покрећу рану колонизацију. Након тога следи ланац реакција у ком учествује велики број бактерија. Ово је повезано са повећаним бројем леукоцита у области десни. Између 6 и 10 дана, уколико не дође до чишћења, надовезује се насељавање и осталих микроорганизама у плаку и тада настаје гингивитис (запаљење десни). Осим тога, бактерије продукују киселине које оштећују површину глеђи на којој се стварају беличасте мрље које су први показатељ развоја каријеса.
Сматра се да у 1 g плака има око 220 билиона бактерија (преко 350 врста), па се он често назива и микробни плак. Његов настанак потпомажу: неправилан облик и положај зуба, недостатак зуба, узимање претежно меке хране, унилатерално жвакање итд. Када се у дентални плак наталожи калцијум из пљувачке настаје зубни каменац, главни узрочник пародонтопатије.
Према резултатима истраживања објављених у медицинском часопису “Чест” (енгл. Chest) у новембру 2004. године, бактерије из плака могу бити повезане са развојем хоспиталних инфекција посебно упале плућа код старијих пацијената.